# Paula Serrano
Paula Serrano Castaño, née le 27 janvier 1991 à Plasencia, est une footballeuse espagnole. Elle joue au Servette FCCF ou elle occupe le poste de milieu offensif.

## Biographie

### En club
Paula Serrano commence sa carrière en signant son 1er contrat en 2008 à l'Atlético Madrid. Elle joue six saisons consécutives avec le club madrilène.
À la fin de la saison 2013-2014, elle signe à l'étranger au club italien de Torres qui lui donne l'opportunité de jouer en Serie A et en Ligue des champions. Elle fait ses débuts dans le championnat italien le 4 octobre 2014, lors du match d'ouverture de la saison à l'extérieur contre Pordenone qui se conclut par un 2-2 ; elle se met en évidence en étant l'auteur du temporaire 2-0 à la 15e minute. Elle ne fait qu'une saison en Sardaigne, en obtenant la 6e place du championnat, et en marquant sept buts en 23 apparitions, tandis qu'en Coupe d'Italie et en Ligue des champions, l'équipe ne dépasse pas le premier tour, éliminé respectivement par Mozzanica et par les allemandes du 1. FFC Francfort. 
À la fin de la saison 2014-2015, elle retourne en Espagne en signant à Granada pour jouer en 2e division (Segunda División) la saison 2015-2016. 
Pour la saison 2016-17, elle signe au FC Neunkirch, un club suisse de la Ligue nationale A, un choix qui s'avérera rentable d'un point de vue sportif car l'équipe parvient à obtenir le doublé,  remportant le titre de champion de Suisse ainsi que la Coupe de Suisse 2017. Quelques jours après la victoire en championnat, le club, pour des raisons financières à la suite des détournements d'argent de son responsable sportif, ne s'inscrit pas au championnat suivant ni à la Ligue des champions,, libérant ainsi ses joueuses. 
Elle repart en Espagne pour la saison 2017-2018 pour jouer en Primera División Femenina de España, avec le Madrid CFF. Elle n'y restera qu'une saison. 
Lors de la période des transferts 2018, elle déménage au bord du Léman à Genève, convaincue par le projet sportif du Servette FCCF. Elle y rejoint son ancienne coéquipière Sandy Maendly, et remporte son premier championnat suisse en 2021.

### En équipe nationale
Paula Serrano reçoit ses premières convocations avec l'équipe nationale espagnole des moins de 19 ans et réalise ses débuts dans le championnat d'Europe U-19 le 28 avril 2009 à Győr. Il s'agit d'un match joué au Gyirmóti Stadion et remporté sur le score de 5-1 face à la Hongrie, dans le cadre du deuxième tour de qualification de l'édition 2009, dans un groupe composé de la Finlande, l'Angleterre et la Hongrie.

## Palmarès
FC Neunkirch
- Championnat de Suisse : (2)
  - Champion : 2016-2017, 2020-2021
- Coupe de Suisse : (1)
  - Vainqueur : 2016-2017